# Cambronne-lès-Ribécourt
Cambronne-lès-Ribécourt ist eine französische Gemeinde mit 1.875 Einwohnern (Stand: 1. Januar 2022) im Département Oise in der Region Hauts-de-France. Sie gehört zum Arrondissement Compiègne und zum Kanton Thourotte.

## Geographie
Die Gemeinde CambCambronne-lès-Ribécourt - Monument aux morts 01.jpgronne-lès-Ribécourt liegt am Fluss Oise und am parallel verlaufenden Oise-Seitenkanal, zehn Kilometer nordöstlich von Compiègne. Im Süden der Gemeinde mündet der Fluss Matz in die Oiswe. Umgeben wird Cambronne-lès-Ribécourt von den Nachbargemeinden Ribécourt-Dreslincourt im Norden und Osten, Montmacq im Süden, Thourotte im Südwesten sowie Machemont im Westen.

## Bevölkerungsentwicklung
| Jahr      | 1962 | 1968 | 1975 | 1982 | 1990 | 1999 | 2006 | 2012 | 2021 |
| Einwohner | 1050 | 1393 | 1725 | 1873 | 1879 | 1970 | 1884 | 1981 | 1898 |

## Sehenswürdigkeiten
- Kirche St-Martin
- Nationalfriedhof von Cambronne-lès-Ribécourt

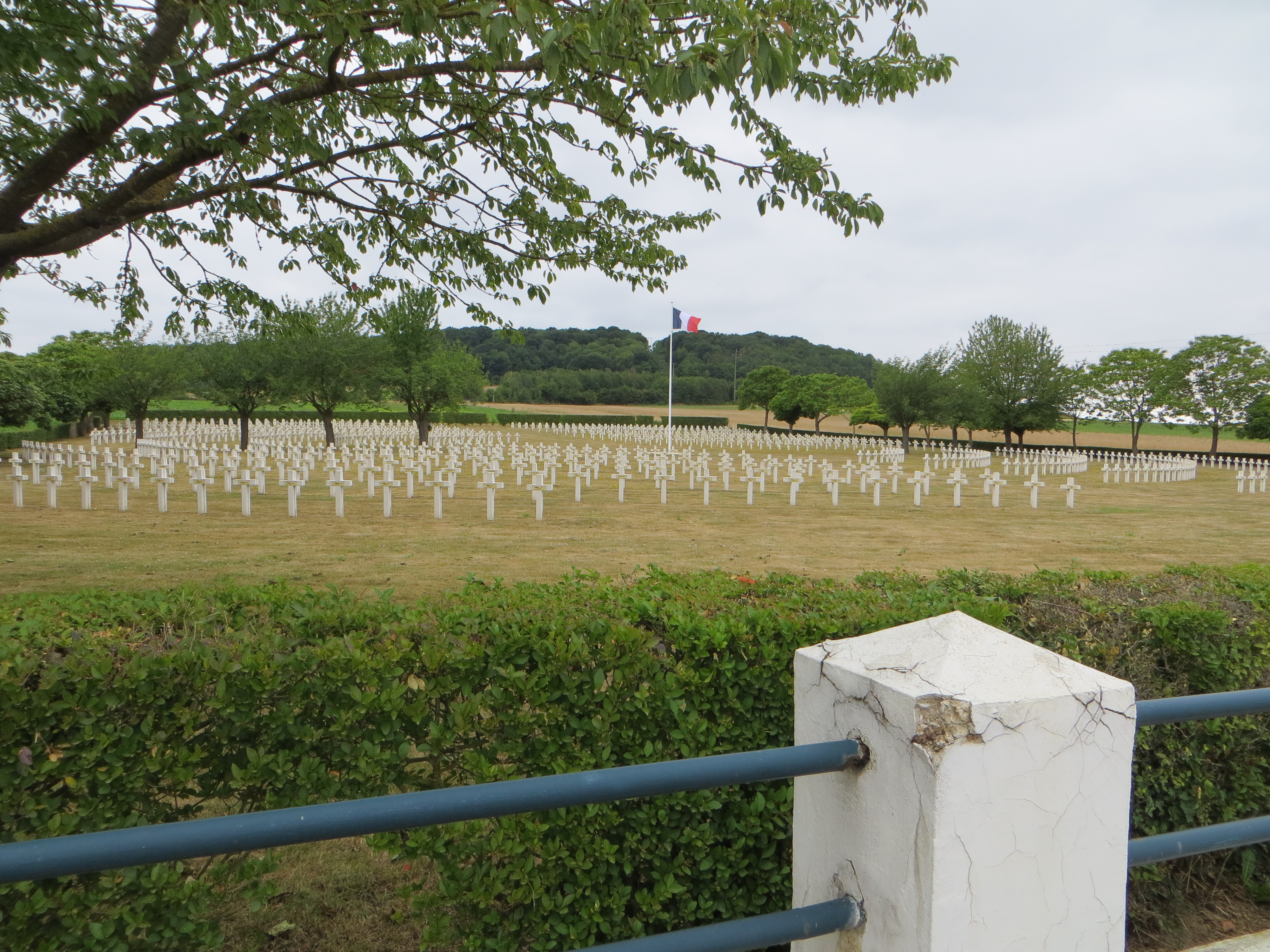
Französischer Soldatenfriedhof
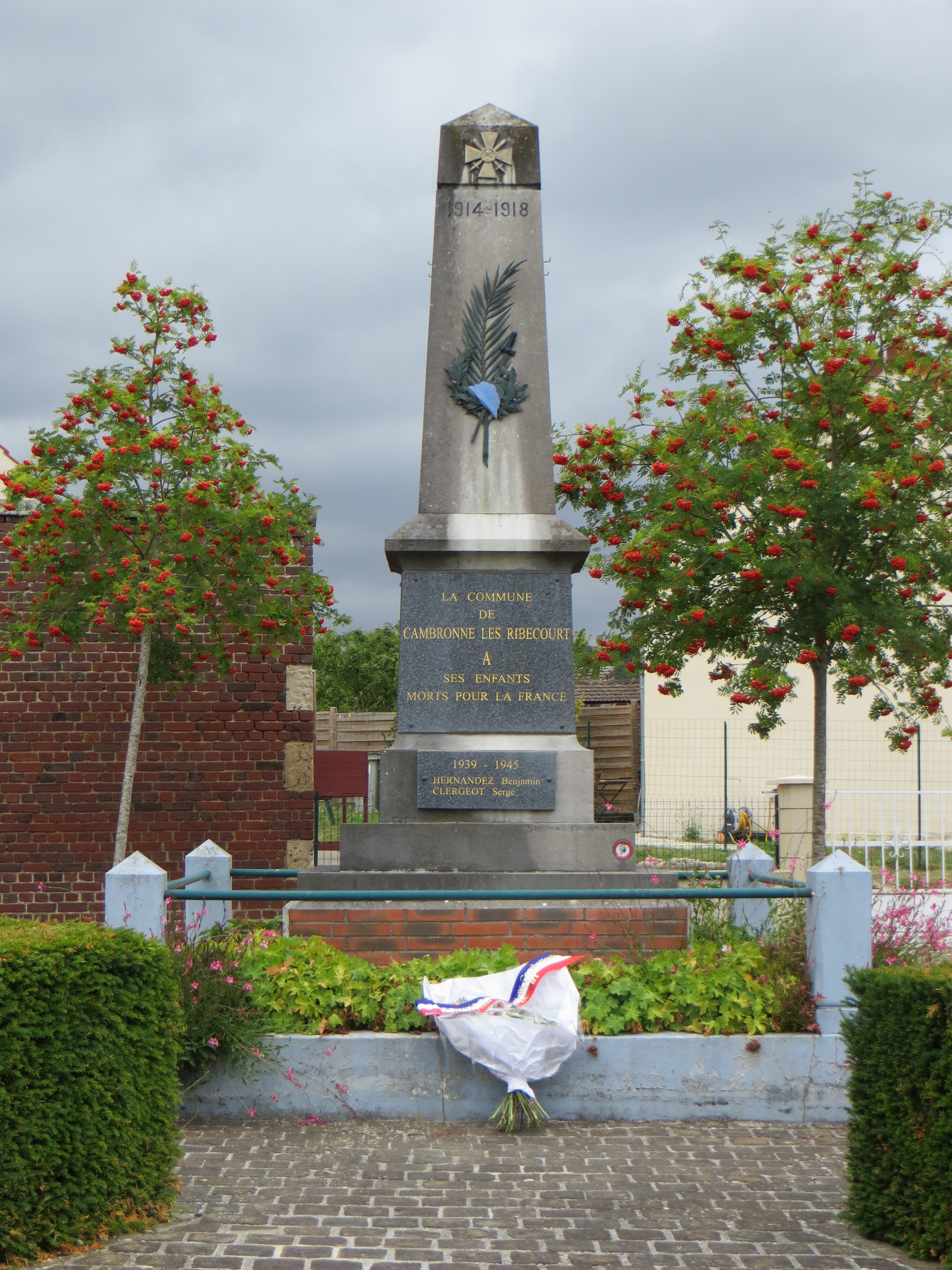
Gefallenendenkmal